# فرودگاه خجند
فرودگاه خجند (به انگلیسی: Khujand Airport) یک فرودگاه همگانی با کد یاتا LBD است که یک باند فرود آسفالت دارد و طول باند آن ۳۱۸۵ متر است. این فرودگاه در شهر خجند کشور تاجیکستان قرار دارد و در ارتفاع ۴۴۲ متری از سطح دریا واقع شده‌است.

## مقاصد و خطوط هوایی
| شرکت‌های هواپیمایی   | مقصدهای پروازی |
| ------------------- | --- |
| هواپیمایی جنوبی چین | فرودگاه بین‌المللی اورومچی دیووپو |
| نوردویند ایرلاینز   | فرودگاه بین‌المللی قازان |
| اس۷ ایرلاینز        | فرودگاه داش‌اغوز، فرودگاه بین‌المللی دوموده‌دوو، فرودگاه تولمچوا |
| اسکات ایرلاینز      | فرودگاه بین‌المللی چیمکند، فرودگاه تراز |
| سامان ایر           | فرودگاه بین‌المللی دوشنبه، فرودگاه بین‌المللی قازان، فرودگاه پاشکوفسکی، فرودگاه بین‌المللی دوموده‌دوو، فرودگاه نیژنوارتوفسک، فرودگاه تولمچوا، فرودگاه پالکوو، فرودگاه بین‌المللی سوچی، فرودگاه بین‌المللی سورگوت، فرودگاه کولتسوو |
| اورال ایرلاینز      | فرودگاه بارنائول، فرودگاه کالوگا گرابتسف، فرودگاه بین‌المللی قازان، فرودگاه یملیانو، فرودگاه رامنسکویه، فرودگاه نیژنوارتوفسک، فرودگاه بولشویه ساوینو، فرودگاه بین‌المللی کورومچ، فرودگاه کولتسوو فصلی: فرودگاه بین‌المللی اوفا |
| یوتی‌ایر اوییشن      | فرودگاه بین‌المللی سورگوت، فرودگاه بین‌المللی رسچینو |
| یامال ایرلاینز      | فرودگاه رامنسکویه |